# Cerro Penitente
Der Cerro Penitente ist ein Berg in Uruguay.
Der 357 m hohe Berg befindet sich auf dem Gebiet des Departamento Lavalleja etwa 25 Kilometer von der Stadt Minas entfernt. Am Cerro Penitente entspringt der Arroyo Penitente, der dort auch den 60 Meter hohen Wasserfall von Penitente bildet.